# Podbój Tybetu przez Mongołów
Podbój Tybetu przez Mongołów – historyczna kampania militarna, która w serii operacji wojskowych i politycznych doprowadziła w XIII wieku do podporządkowania Tybetu imperium mongolskiemu.
Charakterystyczna dla tego okresu kooperacja mongolskich przywódców oraz tybetańskich lamów, skutkowała z jednej strony, rozpowszechnieniem wśród Mongołów buddyzmu, a z drugiej podporządkowaniem znacznych obszarów Wyżyny Tybetańskiej opatom klasztoru Sakja. Współcześnie uważa się te wydarzenia za przyczynek do późniejszego ukształtowania się, specyficznego dla Tybetu systemu sprawowania władzy, w formie teokracji oraz otwarcia tego wysokogórskiego kraju na wielokrotnie w późniejszym okresie ponawiane ingerencje mongolskie w jego sprawy wewnętrzne.

## Etap I (1240–1251)
Tybetańskie teksty źródłowe dotyczące podboju mongolskiego są niezwykle ogólnikowe i niedokładne. Zgodnie z nimi już za czasów Czyngis-chana (1182–1227) Tybetańczycy wobec zbliżającego się zagrożenia sami zaoferowali najeźdźcom trybut. Ochroniło ich to od wojny, ale wraz ze śmiercią wielkiego chana zaniechali opłat, czym narazili się na karną ekspedycję w 1240. W jej wyniku złupiono dwa klasztory i zabito ok. 500 osób. Według tybetologa Turella Wyliego informacje te zawierają jednak wiele anachronizmów i sporo nieścisłości.
Współcześnie uważa się zawarte w tybetańskiej tradycji wydarzenia sprzed 1240 roku za mało prawdopodobne. Pojawia się bowiem pytanie skąd pochodziła wiadomość o zagrożeniu i dlaczego rozbici politycznie Tybetańczycy mieliby chcieć wspólnie, i do tego dobrowolnie płacić okup? Dalsza część przekazu pozostawia jeszcze więcej wątpliwości, ponieważ przywiązujący wielką wagę do spraw trybutu Mongołowie nie czekaliby 13 lat z reakcją (1227 śmierć Czyngis-chana, 1240 najazd). Dlatego też przyjmuje się, że domniemana karna ekspedycja roku 1240 była pierwszym spotkaniem Tybetańczyków z imperium chanów i miała formę rekonesansu. Co ważne zniszczono tylko klasztory linii kadampa, pozostawiając po drodze nietknięte zgromadzenia linii kagju, co wyjaśnić można faktem pochodzenia przywódcy oddziału Dor-ta Darkana z sąsiadującego z Tybetem tanguckiego królestwa Xixia, w którym buddyjskie wpływy kagjupów były bardzo silne.
Cechą charakterystyczną podbojów mongolskich było zachęcanie władców atakowanych krain do poddania się bez walki. W takim wypadku po uzgodnieniu trybutu, wzięciu zakładników i ustanowieniu mongolskich namiestników, pozostawiano ich na tronie. W wyniku przeprowadzonego w 1240 rozeznania, do reprezentowania rozbitych politycznie i niemających ochoty do wojny Tybetańczyków wybrano cieszącego się wielkim autorytetem opata klasztoru Sakja Sakja Panditę. Wybór Mongołów był nieprzypadkowy, bowiem tylko zarządzana w sposób dziedziczny szkoła sakja dawała najeźdźcom szansę na ciągłość regencji. W 1244 wraz z dwoma bratankami (zakładnikami) Sakja Pandita został zaproszony (a w zasadzie postawiono mu ultimatum) do obozu księcia Kodena (wnuka Czyngis-chana) wojującego w tym czasie z chińskimi państwami Jin i Song. W 1246 sławnego lamę ogłoszono zwierzchnikiem Tybetu, po czym zmuszono aby wezwał pobratymców do poddania się władzy chanów oraz zapłacenia okupu.

## Etap II (1251–1268)

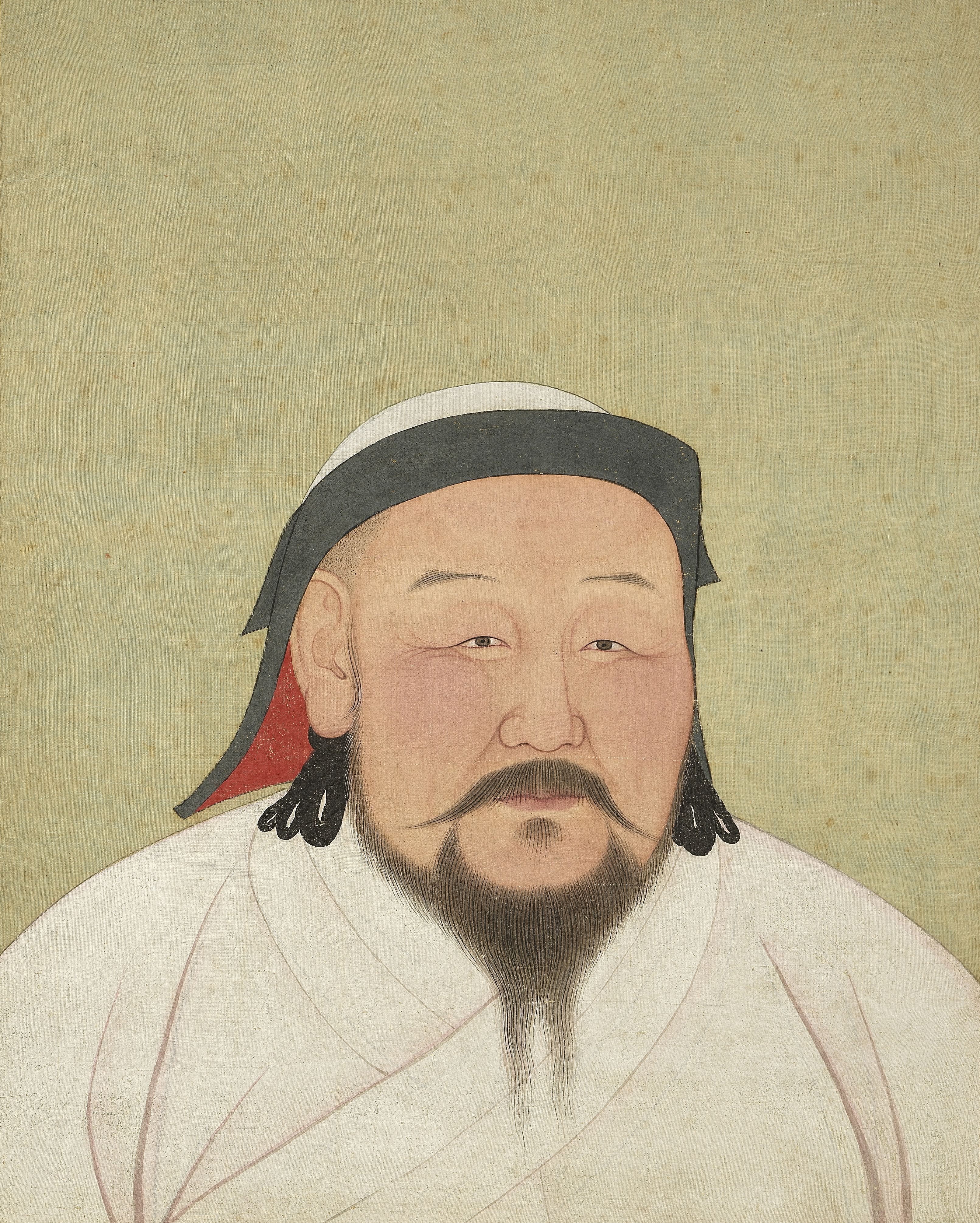
Kubilaj-chan

Wraz ze śmiercią kagana Gujuka w 1248 imperium mongolskie weszło w burzliwą fazę walk sukcesyjnych. Spowodowało to chwilowe odwrócenie uwagi Mongołów od spraw tybetańskich, do czasu aż nowym Wielkim Chanem został wybrany kolejny z wnuków Czyngis-chana Mongke (1208–1259). Ponieważ w 1251 zmarli Sakja Pandita i książę Koden (w przypadku tego drugiego data jest niepewna), nowym zwierzchnikiem Tybetu obrano brata Mongke Kubilaj-chana.
W wyniku śmierci Sakja Pandity i małoletności jego bratanków, Kaubilaj-chan zaprosił do siebie przedstawiciela szkoły kagju, pierwszego w historii tulku (świadomie reinkarnującego się lamę) Karma Paksziego (drugiego Karmapę). Tradycja twierdzi, że nawrócił on Kubilaja na buddyzm, ale poproszony o pozostanie przy nim odmówił, po czym udał się na zaproszenie nowego kagana do stolicy imperium Karakorum. Był to spory błąd polityczny, bowiem w 1259 Mongke zmarł, a Wielkim Chanem został Kubilaj (1260). W tej sytuacji zwierzchnikiem Tybetu i duchowym doradcą Kubilaj-chana stał się młody przywódca szkoły sakja Pakpa lama (bratanek Sakja Pandity, od 1244 mongolski zakładnik). Jego młodszy brat Pjagna Dordże, ożeniony z córką zmarłego księcia Kodena, został regentem. W 1265 Pakpa po prawie 20 latach nieobecności powrócił do rodzimego klasztoru eskortowany przez duży oddział mongolskich zbrojnych.
Ze względu na mongolski sposób ubioru i zachowania (wynikający z tego, że bracia wychowali się wśród Mongołów), obaj mieli spory problem z przekonaniem do siebie swoich rodaków. Młody regent zmarł w podejrzanych okolicznościach w 1267, a jego śmierci towarzyszyło pierwsze zbrojne wystąpienie przeciwko obcej dominacji. Reakcja Kubilaj-chana była natychmiastowa, a datowana na 1267/68 karna ekspedycja kończyła według badaczy okres ustanawiania w Tybecie mongolskich rządów
Zmarłego Pjagna Dordże zastąpił dponczen, czyli administrator Szakja Bzanpo (Pakpa powrócił na dwór Kubulaja), który znany jest głównie z tego, że za jego regencji rozbudowano główną siedzibę Pakpy, klasztor Sakja (de facto stolica Tybetu w tym czasie). Stworzono również podstawy mongolskiego pisma, wzorowanego na tybetańskim, zwanego kwadratowym, za co Pakpa został uhonorowany tytułem cesarskiego nauczyciela. W 1279 Mongołowie zakończyli podbój Chin, a Kubilaj założył nową chińsko-mongolską dynastię Yuan.